# Протичовновий корабель

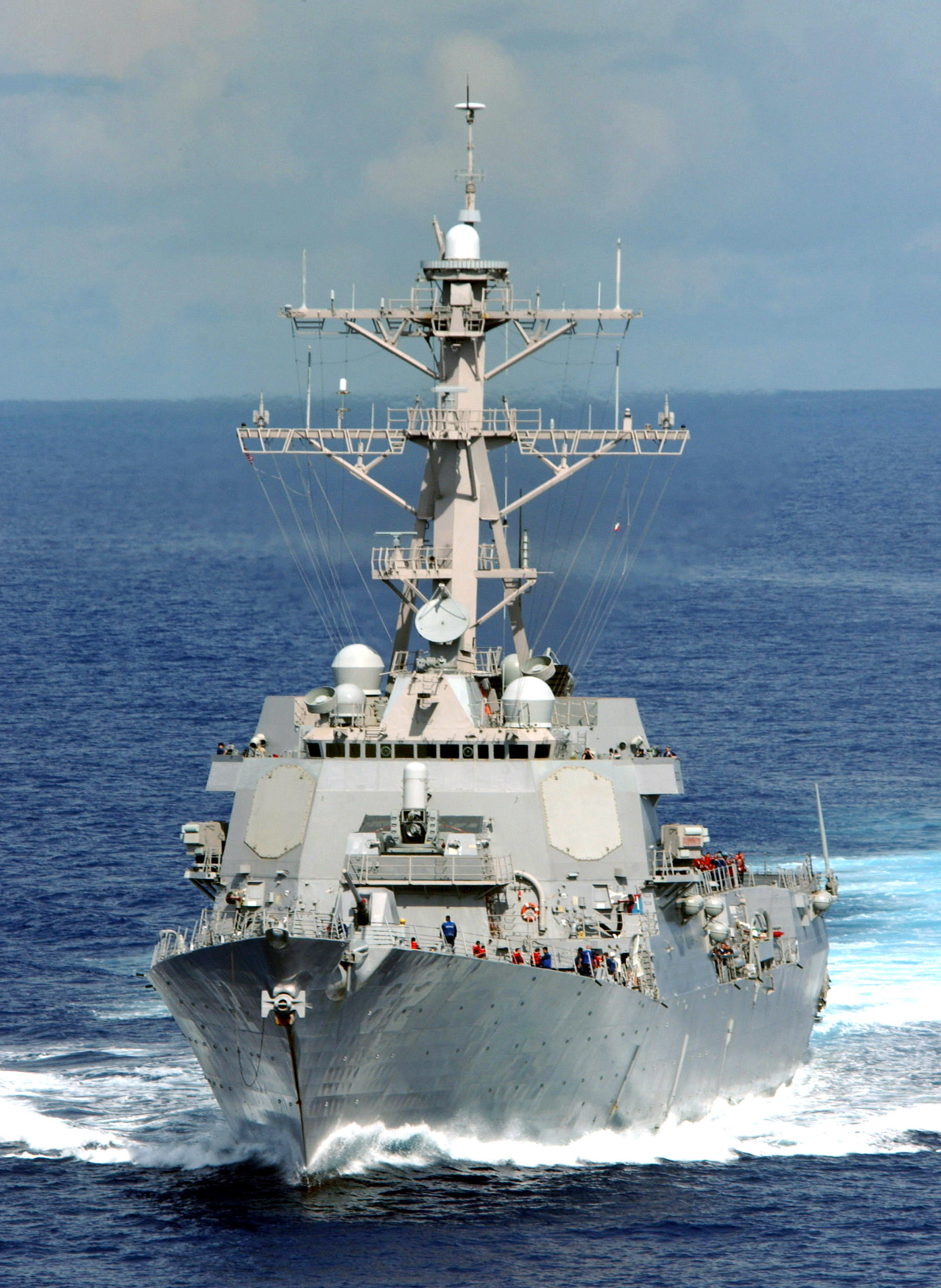
Американський есмінець проєкту Arleigh Burke «Lassen»

Протичовновий корабель — військовий корабель, призначений для боротьби з підводними човнами, як правило, одночасно здатний боротися і з повітряними цілями.

## Класифікація протичовнових кораблів
В залежності від розмірів належить до одного з наступних класів:
- Протичовновий авіаносець — авіаносець середньої або малої водотоннажності, призначений для виявлення і знищення підводних човнів силами спеціалізованої протичовнової авіації.
- Протичовновий крейсер — великий протичовновий корабель, призначений для далеких походів з метою пошуку та знищення субмарин. До протичовнових крейсерів відносяться крейсери-вертольотоносці, що увійшли до складу флотів СРСР, Італії, Франції і Великої Британії в 1960-х роках.
- Есмінець — універсальний корабель, одним із завдань якого є протичовнова оборона.
- Великий протичовновий корабель (СРСР і Росія), Фрегат (НАТО)
- Малий протичовновий корабель (СРСР і Росія), Корвет (НАТО)
- Мисливець за підводними човнами
- Протичовновий катер

Також існують підводні човни, спеціалізовані на знищенні субмарин (наприклад Проєкт 705 «Ліра»), однак до протичовнових кораблів вони, як правило, не належать.